# 1974년 칸 영화제
제27회 칸 영화제는 1974년 5월 9일부터 1974년 5월 24일까지 열린 영화제이다. 프랑스 칸에서 개최되었다.

## 수상

### 황금종려상
- 컨버세이션 - 프란시스 포드 코폴라 수상
- 불안은 영혼을 잠식한다 - 라이너 베르너 파스빈더
- 마지막 지령 - 할 애쉬비

### 심사위원대상
- 아라비안 나이트 - 피에르 파올로 파졸리니 수상

### 각본상
- 슈가랜드 특급 - 스티븐 스필버그 수상

### 여우주연상
- 무도회의 바이올린 - 마리 호세 넷 수상

### 남우주연상
- 마지막 지령 - 잭 니콜슨 수상

### 특별 언급
- 컨버세이션 - 프란시스 포드 코폴라 수상

### FIPRESCI 상
- 불안은 영혼을 잠식한다 - 라이너 베르너 파스빈더 수상